# モービッド・ヴィジョン
モービッド・ヴィジョンズは、ブラジルのヘビーメタルバンド、セパルトゥラによるデビューアルバムで、1986年11月10日にCogumelo Recordsによってリリースされました。 このアルバムはより政治的なエッジを持っていますが、モービッド・ヴィジョンは「悪魔的」なテーマで有名です。 バンドによると、多くの歌詞はVenomやCeltic Frostの歌詞を基に作成されている。

## アルバムの作成
このアルバムの制作はあまり良くないです。 ロードランナーレコードによるアルバムの再発行（EP ビスティアル・ディヴァステーションからのトラックを含む）のライナーノーツで、カヴァレラは、バンドがセッション中にギターのチューニングを怠っていたことを認めています。 彼らはこの時点で英語を学び始めたばかりだったので、辞書を使って歌詞を一語一語翻訳しなければなりませんでした。 モービッド・ヴィジョンの1992年以前のすべてのリリース(LPとか)では、名前のないイントロダクションとして、カール・オーフのカルミナブラーナ（ "O Fortuna"）の最初の楽章がフィーチャーされていました。 この作曲は、おそらく著作権の問題が原因で、CDの再リリースから除外されました。

## トラック
| 全作詞・作曲: セパルトゥラ。 |                          |              |              |      |
| #                            | タイトル                 | 作詞         | 作曲・編曲   | 時間 |
| 1.                           | 「Morbid Visions」       | セパルトゥラ | セパルトゥラ | 3:23 |
| 2.                           | 「Mayhem」               | セパルトゥラ | セパルトゥラ | 3:15 |
| 3.                           | 「Troops of Doom」       | セパルトゥラ | セパルトゥラ | 3:21 |
| 4.                           | 「War」                  | セパルトゥラ | セパルトゥラ | 5:32 |
| 5.                           | 「Crucifixion」          | セパルトゥラ | セパルトゥラ | 5:02 |
| 6.                           | 「Show Me the Wrath」    | セパルトゥラ | セパルトゥラ | 3:52 |
| 7.                           | 「Funeral Rites」        | セパルトゥラ | セパルトゥラ | 4:23 |
| 8.                           | 「Empire of the Damned」 | セパルトゥラ | セパルトゥラ | 4:24 |

## 参加メンバー
マックス・カヴァレラ(vo/gt)
ジャイロ.T(gt)
パウロJr.(ba)
イゴール・カヴァレラ(drm)